# Puerto de Oberalp
El puerto de Oberalp (en romansh Alpsu o Cuolm d'Ursera, en alemán Oberalppass) es el puerto de montaña más alto de los alpes suizos conectando los cantones de los Grisones y Uri entre Disentis y Andermatt.

## Cierre de invierno
El camino público que cruza el paso se cierra en invierno, dejando abierto solamente la ruta del ramal Furka-Oberalp, parte de la ruta Matterhorn-Gotardo-Bahn. A causa de las nevadas entre octubre y diciembre, el paso se mantiene cerrado hasta abril. Según las condiciones, la apertura se puede retrasar hasta mayo.
También durante el invierno se abren sitios de esquí en Graubünden, conectando el paso con el territorio de Tujetsch, cerca de Rueras.

## Fuente del río Rin
La fuente del Rin está cerca del lago Tomasee, indicado por una señal luminosa. Hay un sendero que cruza el paso de Oberalp y el Rin llamado Senda Sursilvana.
El lago Oberalpsee está 20 m más abajo, en dirección hacia Andermatt.

## Área de esquí
El puerto de Oberalp está en las cercanías de la zona de esquí de Oberalp, que es parte de la Arena de San Gotardo-Oberalp.

## Galería

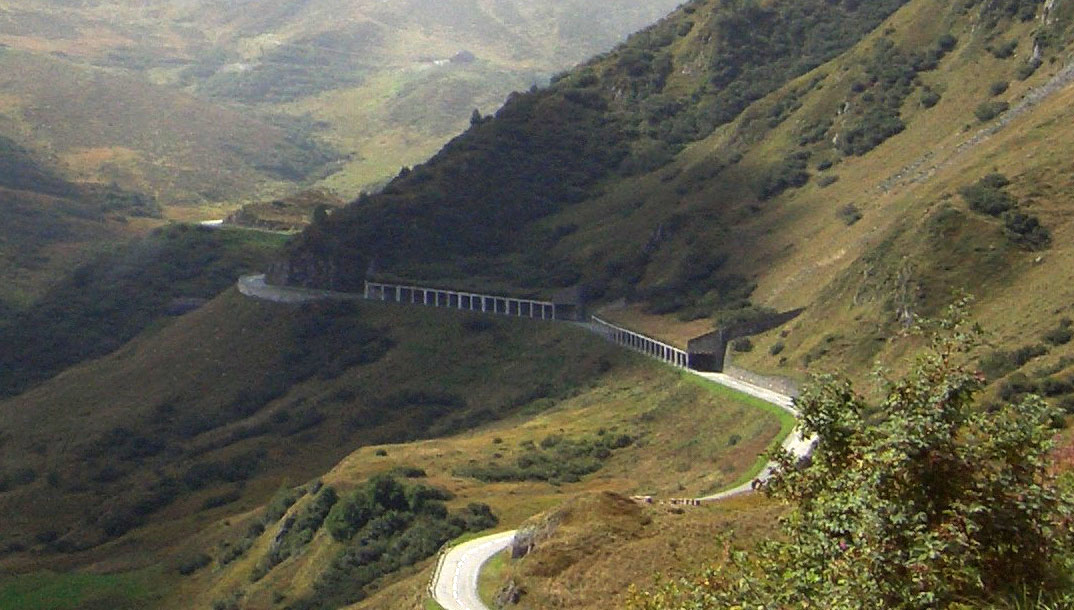
Puerto de Oberalp
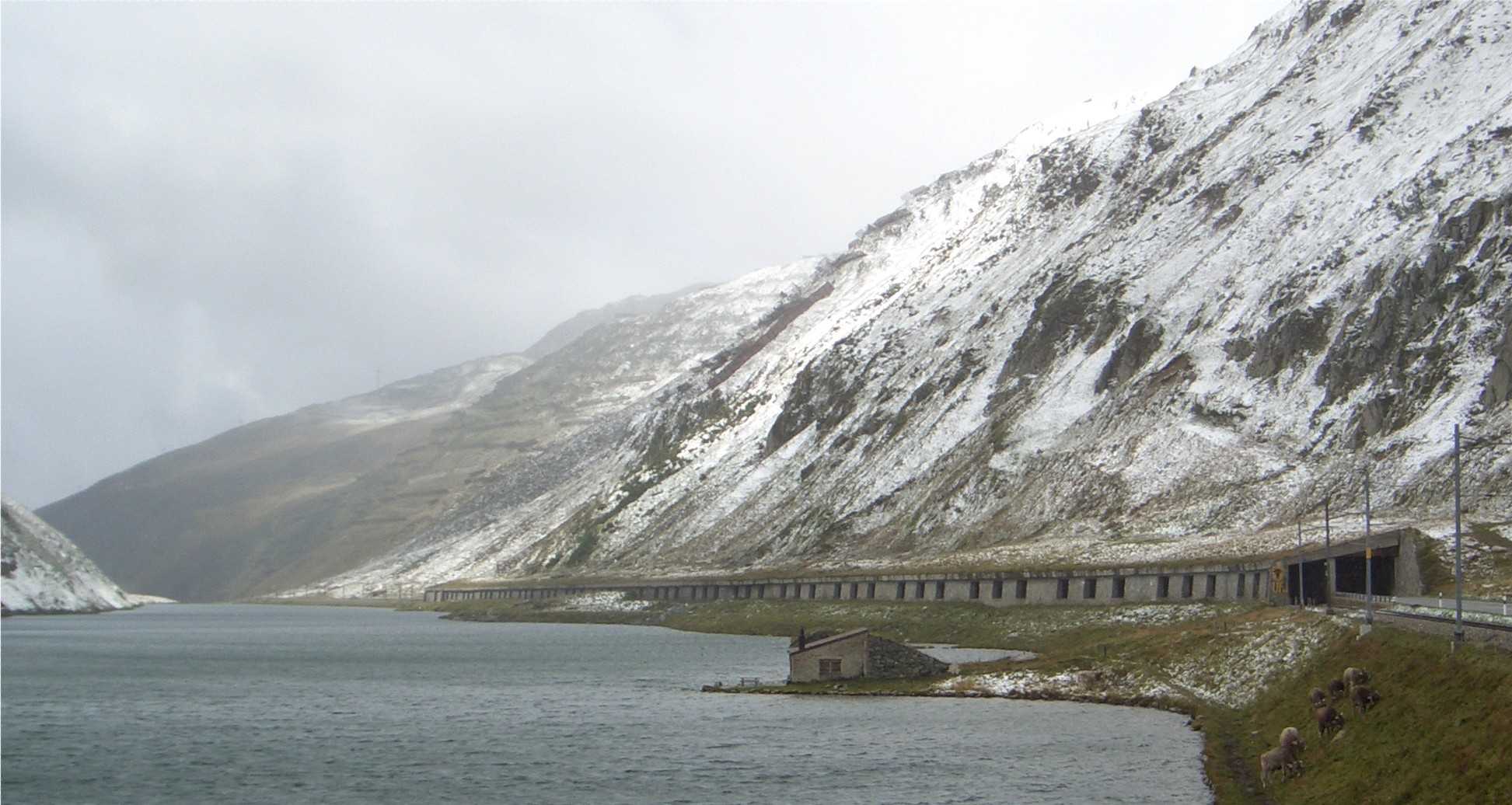
Oberalpsee y el túnel carretero/ferroviario
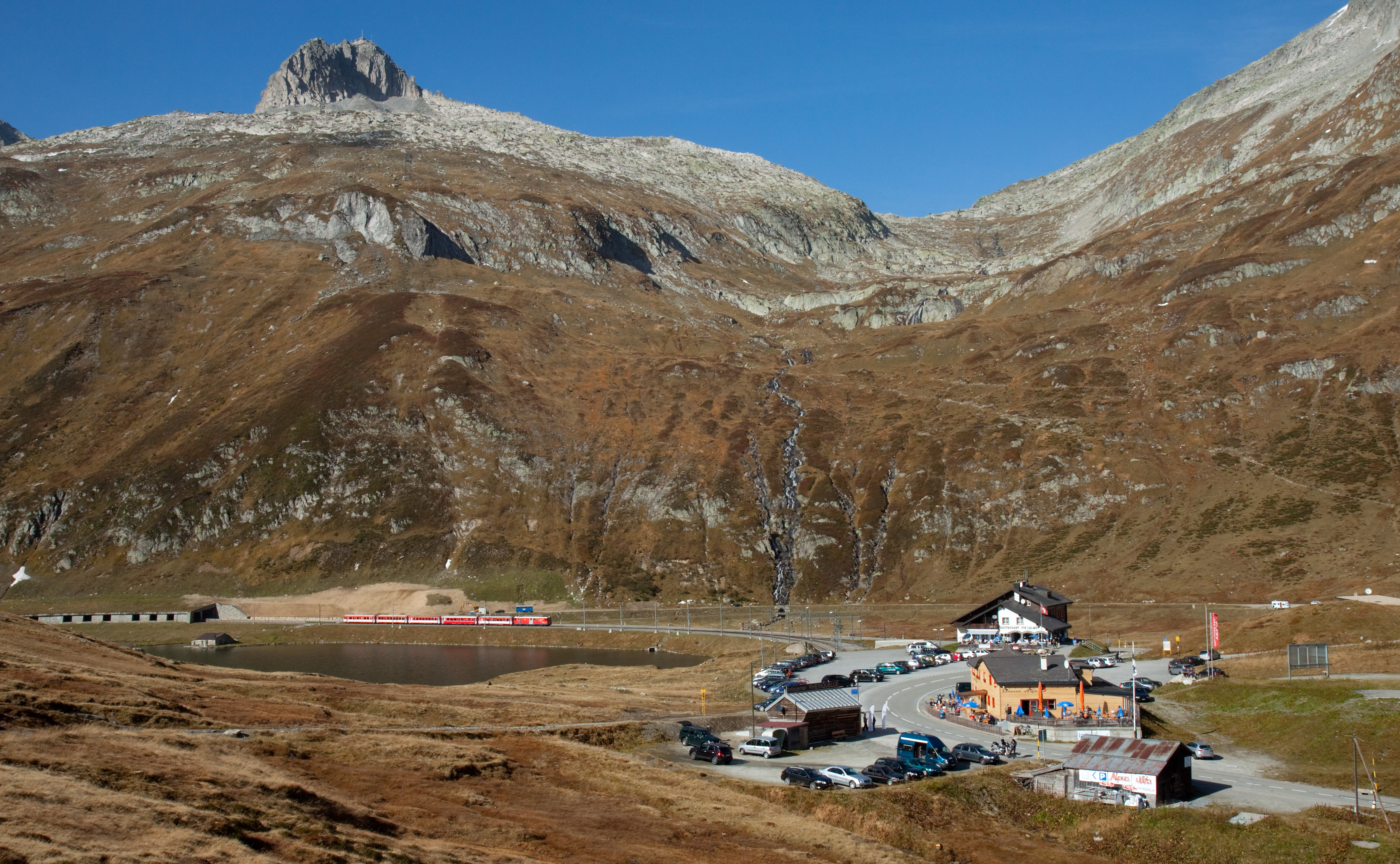
Punto más alto del paso
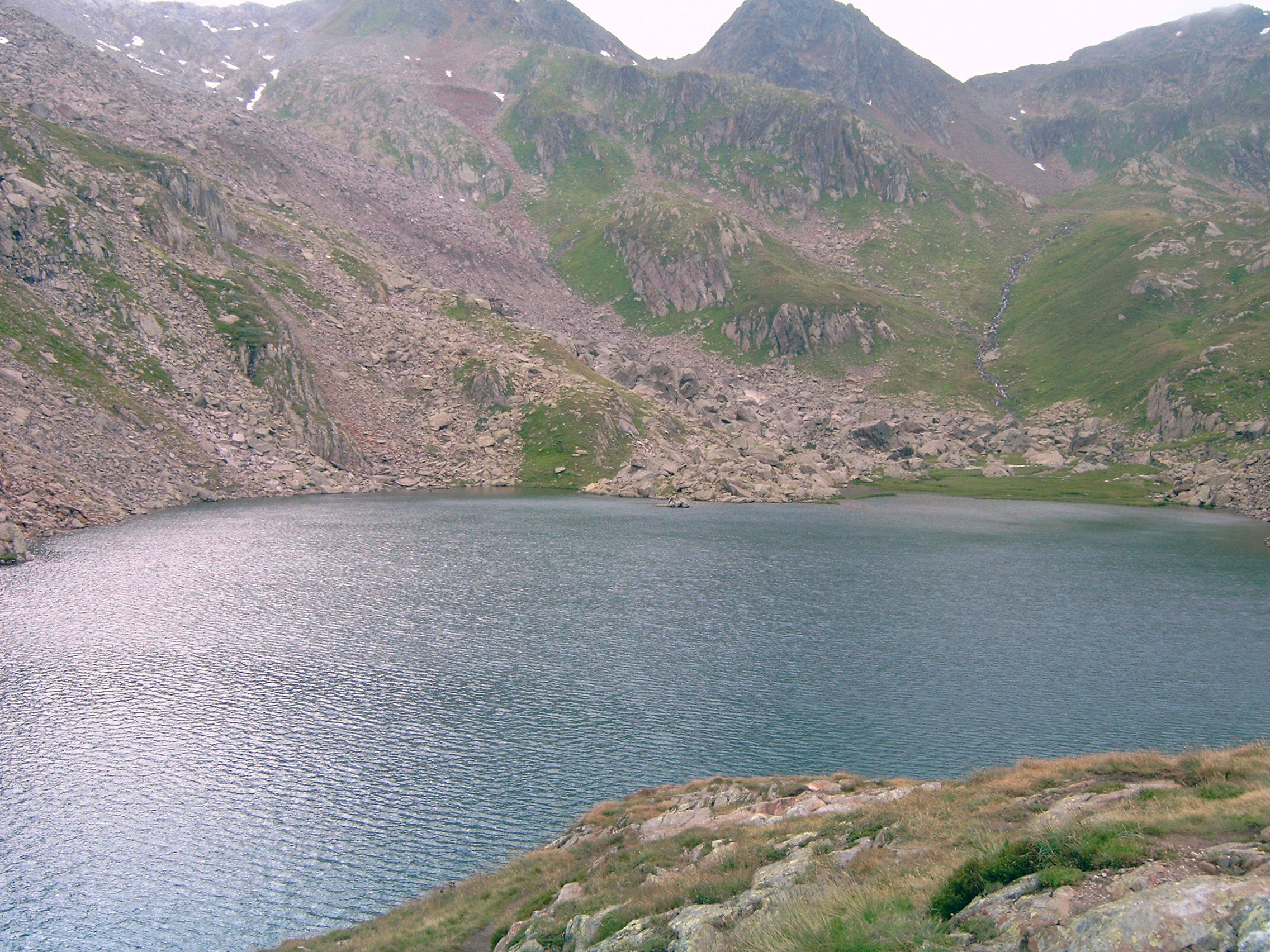
Lago Tomasee
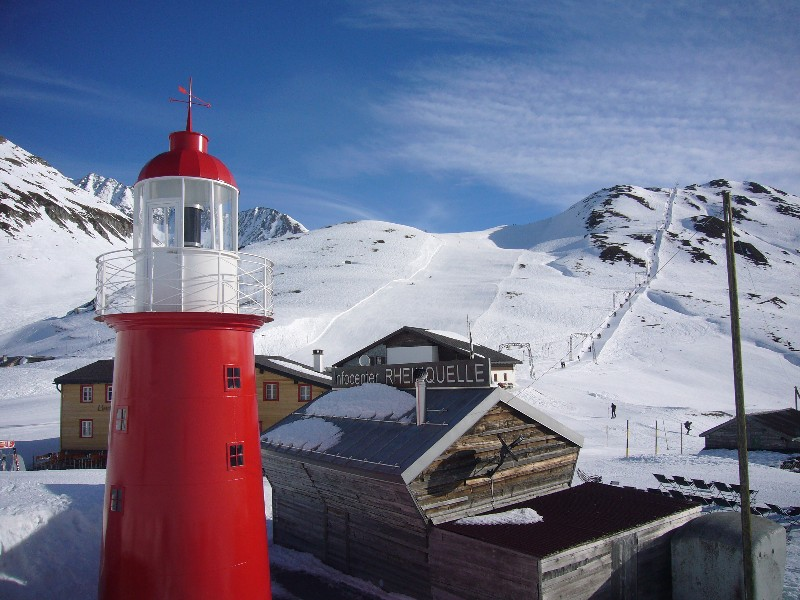
Oberalp en invierno